# Lucas Auer
Lucas Auer (* 11. September 1994 in Tirol) ist ein österreichischer Automobilrennfahrer. Er gewann 2011 den Meistertitel in der JK Racing Asia Series und wurde 2012 Vizemeister der deutschen Formel 3. 2013 und 2014 startete er in der europäischen Formel-3-Meisterschaft. Von 2015 bis 2018 und seit 2020 tritt er in der DTM an.

## Karriere

### Anfänge im Kartsport (2001–2010)
Auer begann seine Motorsportkarriere 2001 im Alter von sieben Jahren im Kartsport. In seinen ersten beiden Jahren fuhr er in der tirolerischen Kartmeisterschaft, die er mit dem zweiten Platz (2001) und dem Meistertitel (2002) abschloss. Im Jahr 2003 wechselte er in die bayrische Kart-Meisterschaft, die er mit dem achten Platz absolvierte. Von 2004 bis 2007 fuhr er in der deutschen DMV Kart-Meisterschaft. Dort steigerte er sich vom vierten Platz im Jahr 2004 auf den zweiten 2005; 2006 und 2007 gewann er die Meisterschaft in dieser Serie.
In den Jahren 2009 und 2010 fuhr er in der deutschen Junioren-Kartmeisterschaft, die er 2010 mit dem zweiten Platz hinter Christian Sørensen beendete.

### Formelsport (2011–2014)

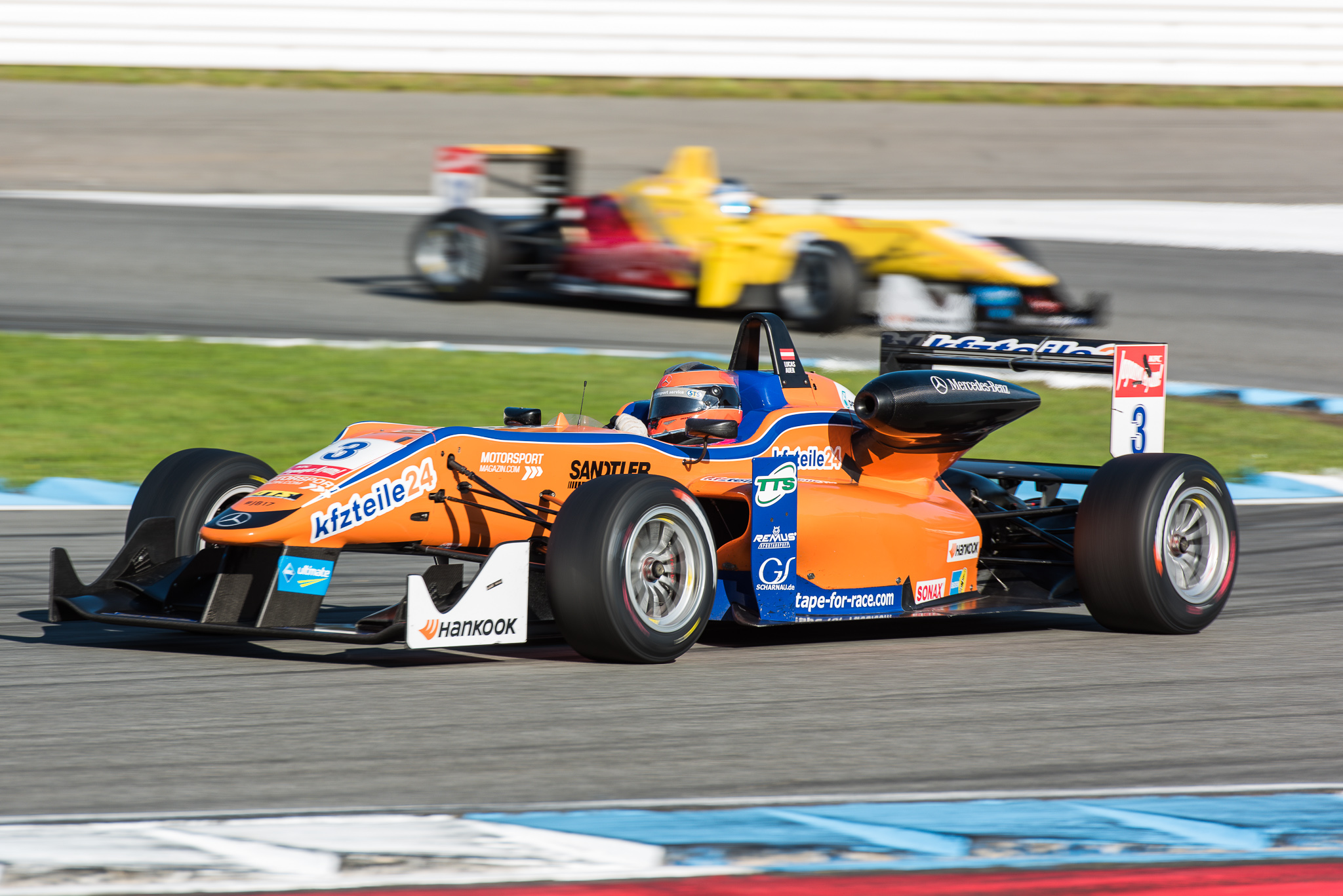
Auer bei einem Rennen in Hockenheim

Im Jahr 2011 wechselte Auer in den Formelsport in die JK Racing Asia Series, die Nachfolgeserie der pazifischen Formel BMW, zu EuroInternational. Er gewann 7 von 18 Rennen und stand nur einmal nicht auf dem Podest der drei Erstplatzierten. Mit 292 zu 285 Punkten gewann er den Meistertitel vor Afiq Ikhwan Yazid. Außerdem nahm er an zwei Rennen der Formula Pilota China Series teil und erzielte dabei eine Podest-Platzierung. Nach der Saison bestritt Auer vom 12. bis zum 14. Dezember in Valencia für Van Amersfoort Racing Testfahrten im deutschen Formel-3-Cup.

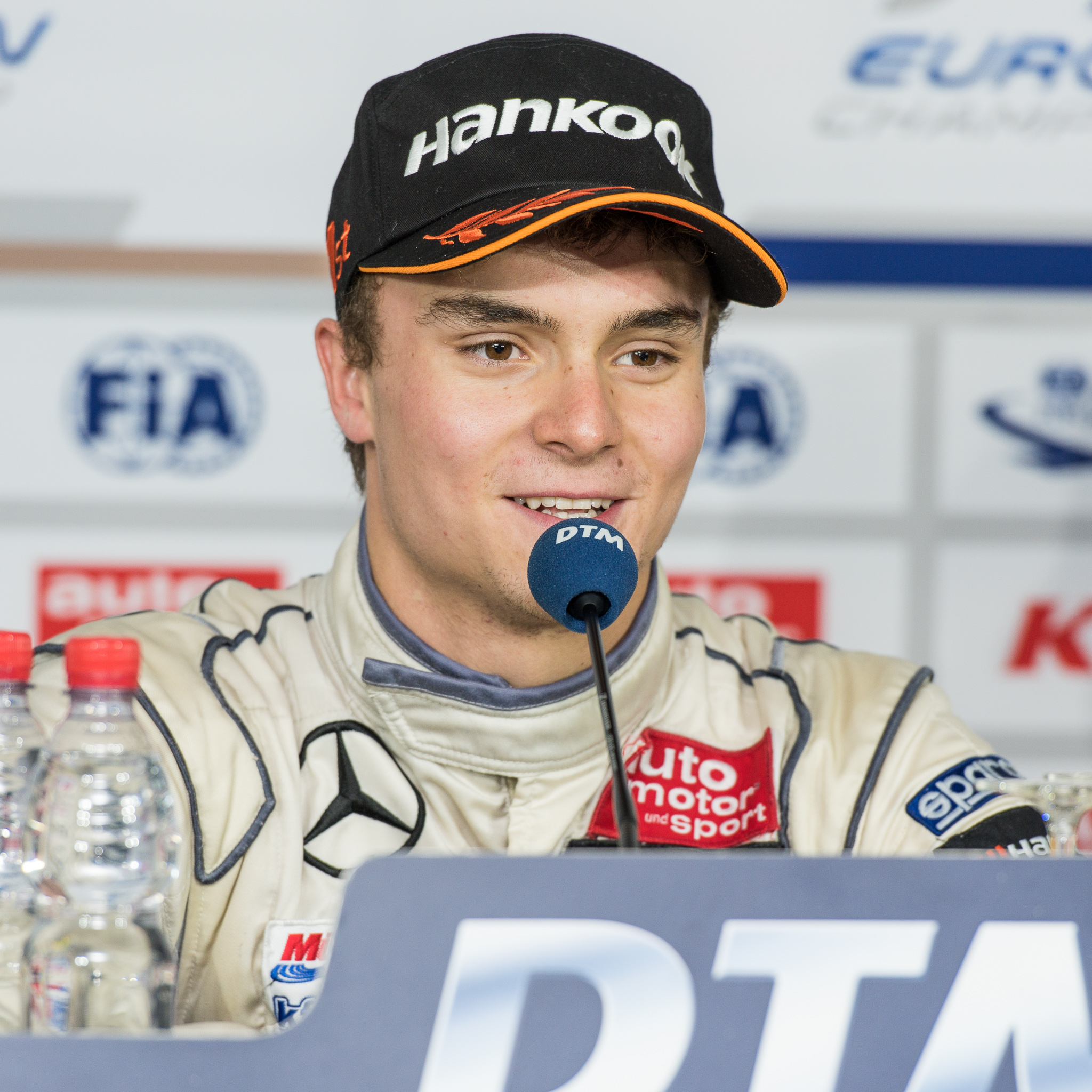
Lucas Auer (2014)

Anfang 2012 ging Auer in der Toyota Racing Series, der höchsten Monoposto-Serie in Neuseeland, für Giles Motorsport an den Start. Er startete die ersten zwei Rennen von der Pole-Position, erreichte jedoch beide Male nicht das Ziel und fiel dadurch in der Gesamtwertung zurück. In den folgenden Rennen erzielte er bessere Resultate und beendete die letzten sieben Rennen innerhalb der ersten fünf Fahrer. Ein zweiter Platz war sein bestes Resultat. Während seine Teamkollegen Nick Cassidy und Hannes van Asseldonk die ersten zwei Positionen belegten, schloss Auer die Saison als Drittbester seines Teams auf dem sechsten Rang der Fahrerwertung ab. Zudem gewann er die Rookie-Wertung. Anschließend nahm Auer 2012 für Van Amersfoort Racing am deutschen Formel-3-Cup 2012 teil. Auer gewann zwei Rennen und stand insgesamt elf Mal auf dem Podium. Mit 298 zu 408 unterlag er Jimmy Eriksson und wurde als bester Neuling Vizemeister. Darüber hinaus absolvierte er für Van Amersvoort Racing drei Gaststarts in der Formel-3-Euroserie und nahm am Macau Grand Prix teil.

Anfang der Saison 2013 startete Auer erneut für Giles Motorsport in der neuseeländischen Toyota Racing Series. Mit zwei Siegen führte Auer die Gesamtwertung zwischenzeitlich an. Am Ende der Saison lag er mit insgesamt sechs Podest-Platzierungen auf dem dritten Gesamtrang. Anschließend trat er 2013 in der europäischen Formel-3-Meisterschaft für das Prema Powerteam, dem Meisterrennstall des Vorjahres, an. Mit einem Sieg und neun weiteren Podest-Platzierungen schloss Auer die Saison als Vierter der Gesamtwertung ab. Damit unterlag er teamintern Raffaele Marciello und Alex Lynn. Darüber hinaus debütierte Auer 2013 in der FIA-Langstrecken-Weltmeisterschaft (WEC) und nahm für das von Kodewa betreute Lotus-Team an einem Rennen in der LMP2-Klasse teil.

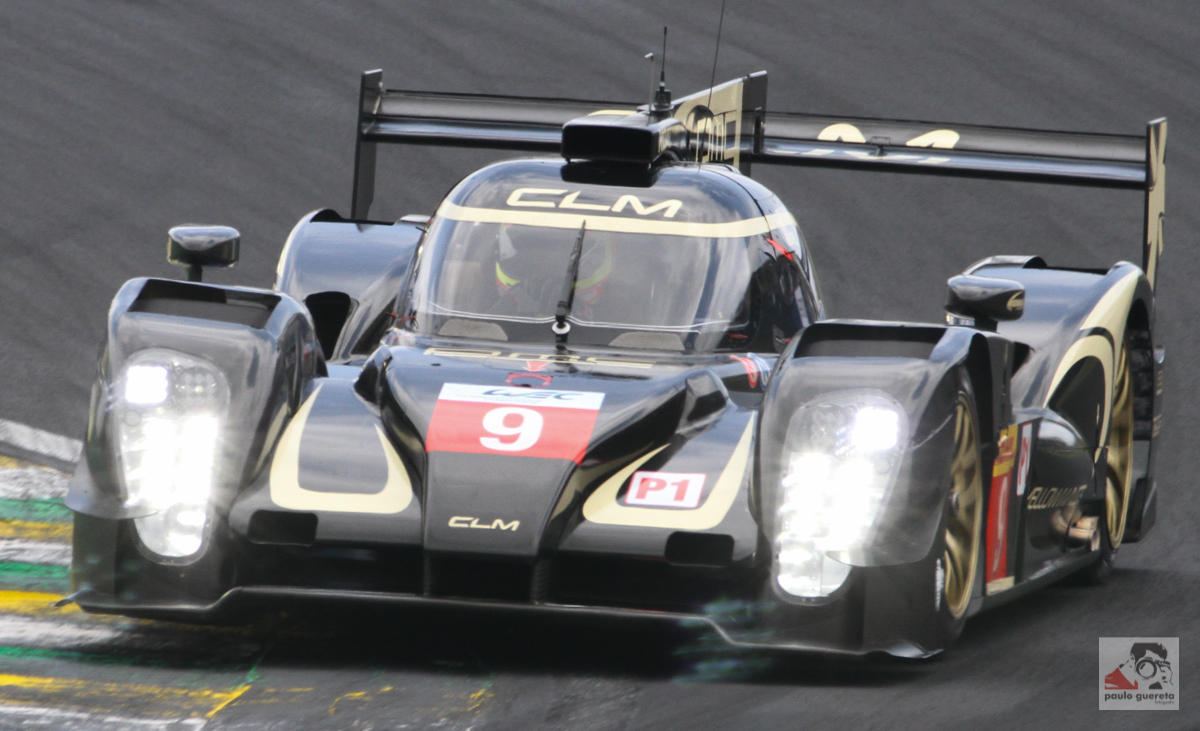
Der von Lucas Auer beim 6-Stunden-Rennen von São Paulo 2014 gefahrene CLM P1/01

2014 wechselte Auer innerhalb der europäischen Formel-3-Meisterschaft zu Mücke Motorsport. Er gewann drei Rennen und stand bei weiteren zehn auf dem Podium. Als bester Fahrer seines Teams wurde er erneut Vierter in der Fahrerwertung. Außerdem wurde er hinter seinem Teamkollegen Felix Rosenqvist Zweiter beim Macau Grand Prix. Darüber hinaus ging Auer 2014 in der WEC für Lotus bei drei Rennen in der LMP1-Klasse an den Start. Dabei wurde er 24. in der Fahrerweltmeisterschaft.

### DTM (2015–2018)

#### ART Grand Prix (2015)
Zur Saison 2015 wechselte Auer in die DTM. Er erhielt ein Mercedes-Cockpit bei ART Grand Prix und wählte die 22 als seine Startnummer. Nach mäßigem Saisonstart konnte er im Sonntagsrennen von Nürnberg erstmals in die Punkte fahren. Am Nürburgring erzielte er seine erste Pole-Position in der DTM. Am Saisonende belegte er als schlechtester Mercedes-Fahrer den 23. Gesamtrang.

#### Mücke Motorsport (2016)

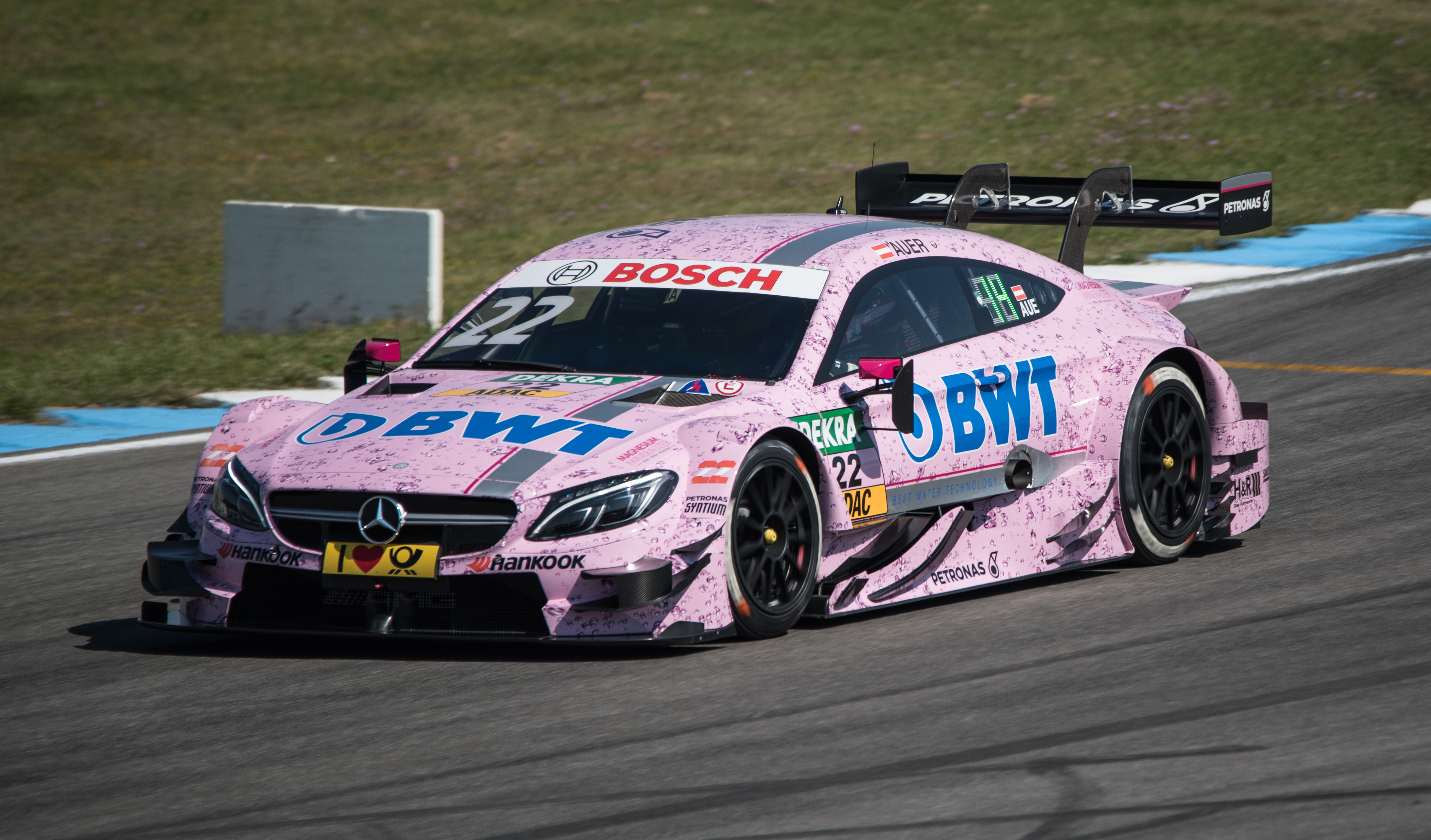
Lucas Auer auf dem Hockenheimring (2016)

Zur DTM-Saison 2016 kehrte Auer durch einen Wechsel innerhalb der Mercedes-Teams zu Mücke Motorsport zurück. Im Sonntagsrennen auf dem Lausitzring erzielte er von der Pole-Position seinen ersten DTM-Sieg, der zugleich auch der einzige Sieg für Mücke Motorsport in der DTM war. Am Nürburgring gelang ihm eine weitere Pole-Position, im Rennen platzierte er sich als Zweiter auf dem Podium. Er beendete die Saison auf dem zwölften Platz der Fahrerwertung.

#### HWA (2017–2018)
Weil sich Mücke aufgrund der Reduzierung der Fahrzeuge pro Hersteller von acht auf sechs Ende 2016 aus der DTM zurückgezogen hatte, trat Auer 2017 für HWA an. Beim Auftaktrennen in Hockenheim erreichte er seinen zweiten DTM-Sieg und übernahm dadurch auch erstmals die Führung in der Gesamtwertung. Durch einen weiteren Sieg am darauffolgenden Rennwochenende in der Lausitz behielt er sie bis zum sechsten Wertungslauf in Mogyoród, wo er sie an René Rast abgeben musste. Im weiteren Saisonverlauf konnte Auer nur noch selten an seine Leistungen zu Jahresbeginn anknüpfen, jedoch erzielte er am Nürburgring seinen dritten Saisonsieg. Am Ende des Jahres belegte er als bester Mercedes-Fahrer den sechsten Platz in der Gesamtwertung.
2018 blieb Auer bei HWA. Zu Saisonbeginn fuhr er in Hockenheim als Zweiter auf das Podium und erreichte am Lausitzring eine Pole-Position. Auch im Samstagsrennen am Hungaroring wurde er Zweiter. In Zandvoort und Brands Hatch gelangen ihm – jeweils im Samstagsrennen als Dritter – weitere Podiumsplatzierungen. Am Saisonende lag er auf dem siebten Rang der Fahrerwertung.

### Super Formula (2019)
Im Dezember 2018 wurde bekannt, dass Lucas Auer in der Saison 2019 in der japanischen Super Formula Championship für das B-Max Racing Team antritt. Nachdem Mercedes mit Ende der Saison 2018 aus der DTM ausgestiegen war, hatte Auer keinen Fahrervertrag mehr. Das B-Max Racing Team ist Teil des Red Bull-Nachwuchsprogramms. Beim Rennen auf dem Sportsland SUGO erreichte er als Dritter das einzige Podium. Zudem fuhr er dort die schnellste Rennrunde. Er beendete die Saison auf dem neunten Gesamtrang. Im Dezember 2019 wurde bekannt, dass Auer nicht mehr Teil des Red Bull-Nachwuchsprogramms ist.

### Rückkehr zur DTM und weitere Ausdauerrennen (ab 2020)
Nach einer Saison in der japanischen Super Formula Championship kehrte Auer in die DTM zurück. In der Saison 2020 fuhr er einen der sechs BMW M4 DTM. Beim Rennen auf dem Lausitzring gelang ihm sein erster DTM-Sieg seit 2017, als er Timo Glock in der letzten Runde überholte. Es war auch der erste BMW-Sieg seit dem Rennen in Brands Hatch, mehr als ein Jahr zuvor. Sein zweites Podium holte beim Rennen in Zolder, als er dank einer Safety-Car-Phase das Rennen auf Platz 3 beendete. Trotz dieser Erfolge tat sich Auer mit BMW insgesamt schwer, da die Wagen im Vergleich zu den Konkurrenzteams von Audi wenig konkurrenzfähig waren. Zu Saisonende wurde bekanntgegeben, dass Auer und BMW die Zusammenarbeit vorzeitig beenden würden und Auer dementsprechend 2021 keinen der BMW-Wagen fahren würde.
In der Saison 2021 startete er mit einem Mercedes, wobei er einen Vertrag bis Ende 2022 unterschrieb. Nachdem er im ersten Rennen der Saison in Monza lediglich zwölfter wurde, konnte er dank einer guten Boxenstoppstrategie das zweite Rennen als dritter auf dem Podium beenden. In den nächsten Rennen fuhr Auer regelmäßig in die Punkte, verlor allerdings ein Podium in Zolder. Im Sonntagsrennen überquerte er die Ziellinie zwar als Zweiter, bekam jedoch eine 10-Sekunden-Strafe, da seine Mechaniker beim Boxenstopp zu früh in der Boxengasse standen. Er schied zwar bereits früh aus dem Titelkampf aus, konnte allerdings beim zweiten Rennen auf dem TT Circuit Assen zum ersten Mal seit Anfang 2020 erneut ein Rennen gewinnen. Im folgenden Rennwochenende in Hockenheim schied Auer trotz einem guten Qualifying am Samstag aus dem Rennen aus, konnte jedoch am Sonntag seinen zweiten Saisonsieg erzielen. Die letzten beiden Rennen auf dem Norisring beendete er auf dem sechsten und zweiten Platz. 
Beim Saisonbeginn der DTM 2022 in Portimão gewann er am 30. April mit einem Mercedes des Teams Winward das Samstagsrennen; im Rennen am Sonntag schied er aus. Dank Podien auf dem Lausitzring und dem Nürburgring, sowie weiterer guter Resultate, wurde er im Verlauf der Saison zum Titelkandidat zusammen mit Sheldon van der Linde. Trotz drei aufgebenen Rennen seitens Auer hatte dieser vor dem letzten Rennwochenende, als Zweitplatzierter, weiterhin Chancen auf den Titel. Beim ersten der beiden Rennen in Hockenheim sicherte er sich die Pole-Position und konnte diese auch über die erste Runde verteidigen, kurz darauf kam es jedoch zu einer Safety-Car-Phase, gefolgt von einer roten Flagge. Beim Restart behielt Auer die Führung und gewann das Rennen vor Marco Wittmann, womit er den Abstand zu van der Linde auf zwei Punkte verkürtzte. Das finale Rennen gewann jedoch Wittmann, während van der Linde dieses als drittplatzierter, vor Auer, beendete und somit die Meisterschaft gewann. Neben der DTM war Auer 2022 auch im GT World Challenge Europe Endurance Cup aktiv.
Am 26. Januar 2023 verursachte Auer beim Training zum 24-Stunden-Rennen von Daytona in Daytona Beach (Florida) mit seinem Mercedes-AMG GT3 einen schweren Unfall. In der ersten Runde verlor er die Kontrolle über sein Fahrzeug und kollidierte mit einer Betonmauer. Dabei wurde sein GT3 schwer beschädigt; der Überrollkäfig musste aufgeschnitten werden. Auer wurde ins Halifax Medical Center gebracht, wo bei ihm ein Wirbelbruch diagnostiziert wurde. Nach seiner mehrwöchigen Genesung absolvierte er erste Tests für Winward Racing in Hockenheim um trotz der Verletzung an der DTM-Saison teilnehmen zu können. Diese bestritt er im Mercedes-AMG GT3, erzielte jedoch keinen Sieg und beendete die Fahrermeisterschaft auf dem neunten Platz. Seine beste Platzierung erreichte beim Rennwochenende auf dem Nürburgring, als er die beiden Rennen auf dem zweiten und dritten Platz beendete.

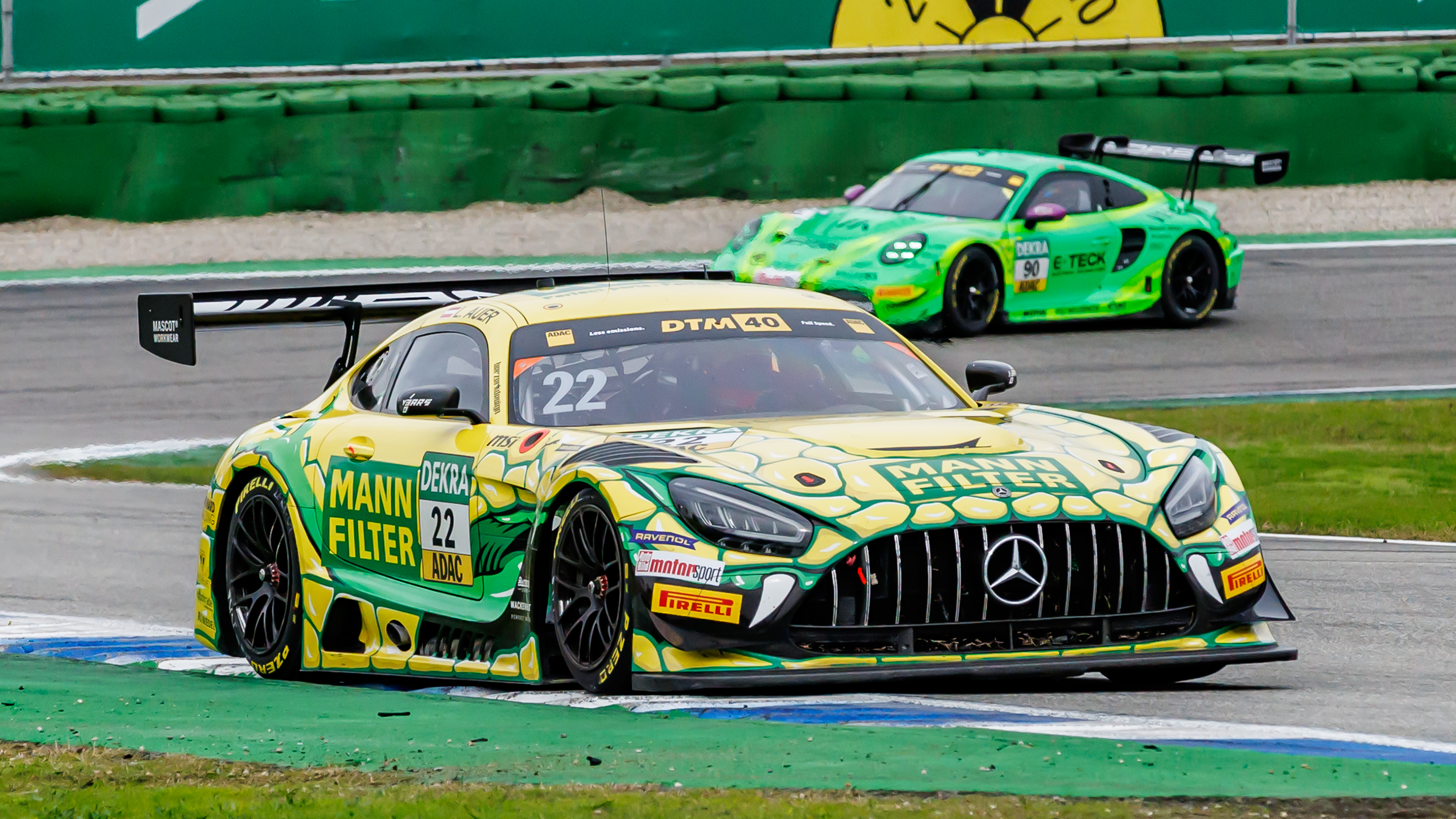
Auer im Mercedes-AMG GT3 beim DTM-Rennen in Hockenheim 2024

Zur Saison 2024 trat Auer erneut in der DTM für Winward Racing an und startete mit mehreren Punktplatzierungen in die Saison. Nachdem er sowohl in Zandvoort als auch auf dem Norisring aus dem Rennen ausschied und es ihm an Podien fehlte, schied er früh aus dem Titelkampf aus. Trotzdem konnte er sich im vorletzten Rennen in Hockenheim behaupten und dieses auf dem zweiten Platz hinter Kelvin van der Linde beenden. Deutlich besser für Auer verlief die parallel ausgetragene Saison 2023 der GT World Challenge Europe, in der er ebenfalls für Winward an den Start ging. Nach mehreren Siegen in Brands Hatch, Hockenheim und Magny-Cours, sowie zahlreichen Podien gelang ihm beim 6-Stunden-Rennen auf dem Jeddah Corniche Circuit der Meisterschaftssieg, zusammen mit Maro Engel.

## Persönliches
Lucas Auer ist der Neffe des ehemaligen Formel-1-Rennfahrers Gerhard Berger. Er ist der Sohn von Bergers Schwester Claudia, die ein Transportunternehmen in Wörgl in Tirol leitet.

## Statistik

### Karrierestationen
| - 2001–2010: Kartsport - 2011: JK Racing Asia Series (Meister) - 2011: Formula Pilota China Series (Platz 15) - 2012: Toyota Racing Series (Platz 6) - 2012: Deutsche Formel 3 (Platz 2) - 2013: Toyota Racing Series (Platz 3) - 2013: Europäische Formel 3 (Platz 4) | - 2013: WEC - 2014: Europäische Formel 3 (Platz 4) - 2014: WEC (Platz 24) - 2015: DTM (Platz 23) - 2016: DTM (Platz 12) - 2017: DTM (Platz 6) - 2018: DTM (Platz 7) | - 2019: Super Formula (Platz 9) - 2020: DTM (Platz 12) - 2021: DTM (Platz 5) - 2022: DTM (Platz 2) - 2023: DTM (Platz 9) - 2024: DTM (Platz 10) - 2025: DTM |

### Einzelergebnisse in der Toyota-Racing-Series
| Jahr | Team             | 1   | 2   | 3   | 4   | 5   | 6   | 7   | 8   | 9   | 10  | 11  | 12  | 13  | 14  | 15  | Punkte | Rang |
| ---- | ---------------- | --- | --- | --- | --- | --- | --- | --- | --- | --- | --- | --- | --- | --- | --- | --- | ------ | ---- |
| 2012 | Giles Motorsport | INV | INV | INV | TIM | TIM | TIM | TAU | TAU | TAU | HMP | HMP | HMP | MAN | MAN | MAN | 589    | 6.   |
| 2012 | Giles Motorsport | DNF | DNF | 14  | 6   | 15  | 14  | 7   | 6   | 5   | 4   | 2   | 5   | 4   | 4   | 3   | 589    | 6.   |
| 2013 | Giles Motorsport | INV | INV | INV | TIM | TIM | TIM | TAU | TAU | TAU | HMP | HMP | HMP | MAN | MAN | MAN | 797    | 3.   |
| 2013 | Giles Motorsport | 1   | 5   | 2   | 1   | 5   | 2   | 5   | 3   | 16  | 5   | 3   | 4   | 4   | 14  | 6   | 797    | 3.   |

### Einzelergebnisse im deutschen Formel-3-Cup
| Jahr | Team                  | Motor      | 1   | 2   | 3   | 4   | 5   | 6   | 7   | 8   | 9   | 10  | 11  | 12  | 13  | 14  | 15  | 16  | 17  | 18  | 19  | 20  | 21  | 22  | 23  | 24  | 25  | 26  | 27  | Punkte | Rang |
| ---- | --------------------- | ---------- | --- | --- | --- | --- | --- | --- | --- | --- | --- | --- | --- | --- | --- | --- | --- | --- | --- | --- | --- | --- | --- | --- | --- | --- | --- | --- | --- | ------ | ---- |
| 2012 | Van Amersfoort Racing | Volkswagen | ZAN | ZAN | ZAN | SAC | SAC | SAC | OSC | OSC | OSC | SPA | SPA | SPA | ASS | ASS | ASS | SPI | SPI | SPI | LAU | LAU | LAU | NÜR | NÜR | NÜR | HOC | HOC | HOC | 298    | 2.   |
| 2012 | Van Amersfoort Racing | Volkswagen | 2   | DNS | 4   | 6   | DNF | 2   | 4   | 9   | 2   | 5   | DNF | 5   | 9   | 4   | 2   | 5   | 1   | 2   | 4   | 4   | 1   | 2   | 4   | 2   | 8   | 2   | 3   | 298    | 2.   |

### Einzelergebnisse in der europäischen Formel-3-Meisterschaft
| Jahr | Team                        | Motor    | 1   | 2   | 3   | 4   | 5   | 6   | 7   | 8   | 9   | 10  | 11  | 12  | 13  | 14  | 15  | 16  | 17  | 18  | 19  | 20  | 21  | 22  | 23  | 24  | 25  | 26  | 27  | 28  | 29  | 30  | 31  | 32  | 33  | Punkte | Rang |
| ---- | --------------------------- | -------- | --- | --- | --- | --- | --- | --- | --- | --- | --- | --- | --- | --- | --- | --- | --- | --- | --- | --- | --- | --- | --- | --- | --- | --- | --- | --- | --- | --- | --- | --- | --- | --- | --- | ------ | ---- |
| 2013 | Prema Powerteam             | Mercedes | MON | MON | MON | SIL | SIL | SIL | HO1 | HO1 | HO1 | BRH | BRH | BRH | SPI | SPI | SPI | NOR | NOR | NOR | NÜR | NÜR | NÜR | ZAN | ZAN | ZAN | VAL | VAL | VAL | HO2 | HO2 | HO2 |     |     |     | 277    | 4.   |
| 2013 | Prema Powerteam             | Mercedes | 2   | DNF | 4   | 4   | 3   | 7   | 7   | 4   | 12  | 3   | 3   | 1   | 10  | 4   | 3   | 13  | 13  | 6   | 5   | 5   | 2   | 7   | 12  | 7   | 7   | 5   | DNF | 26  | 3   | 3   |     |     |     | 277    | 4.   |
| 2014 | kfzteile24 Mücke Motorsport | Mercedes | SIL | SIL | SIL | HO1 | HO1 | HO1 | PAU | PAU | PAU | HUN | HUN | HUN | SPA | SPA | SPA | NOR | NOR | NOR | MOS | MOS | MOS | SPI | SPI | SPI | NÜR | NÜR | NÜR | IMO | IMO | IMO | HO2 | HO2 | HO2 | 365    | 4.   |
| 2014 | kfzteile24 Mücke Motorsport | Mercedes | 5   | 12  | 8   | 1   | 4   | 4   | 2   | 7   | 6   | 4   | 3   | 3   | 2   | DNF | 21  | 3   | 3   | 8   | 5   | 4   | DNF | 10  | 3   | 3   | 7   | 5   | 1   | 6   | 5   | 8   | 2   | 3   | 1   | 365    | 4.   |

### Einzelergebnisse in der FIA-Langstrecken-Weltmeisterschaft
| Saison | Team  | Rennwagen  | 1   | 2   | 3   | 4   | 5   | 6   | 7   | 8   |
| ------ | ----- | ---------- | --- | --- | --- | --- | --- | --- | --- | --- |
| 2013   | Lotus | Lotus T128 | SIL | SPA | LEM | SAO | AUS | FUJ | SHA | BAH |
| 2013   | Lotus | Lotus T128 |     |     |     |     | DNF |     |     |     |
| 2014   | Lotus | CLM P1/01  | SIL | SPA | LEM | AUS | FUJ | SHA | BAH | SAO |
| 2014   | Lotus | CLM P1/01  |     |     |     | 15  |     | 14  |     | DNF |

### Statistik in der DTM
Diese Statistik umfasst alle Teilnahmen des Fahrers an der DTM.

#### Gesamtübersicht
| Saison | Team                | Hersteller | Fahrzeug             | Rennen | Siege | Zweiter | Dritter | Poles | schn. Rennrunden | Punkte | Pos. |
| ------ | ------------------- | ---------- | -------------------- | ------ | ----- | ------- | ------- | ----- | ---------------- | ------ | ---- |
| 2015   | ART Grand Prix      | Mercedes   | Mercedes-AMG C63 DTM | 17     | –     | –       | –       | 1     | –                | 18     | 23.  |
| 2016   | Mücke Motorsport    | Mercedes   | Mercedes-AMG C63 DTM | 18     | 1     | 1       | –       | 2     | –                | 68     | 12.  |
| 2017   | HWA                 | Mercedes   | Mercedes-AMG C63 DTM | 18     | 3     | 1       | –       | 3     | –                | 136    | 6.   |
| 2018   | HWA                 | Mercedes   | Mercedes-AMG C63 DTM | 20     | –     | 2       | 2       | 3     | 2                | 121    | 7.   |
| 2020   | Reinhold Motorsport | BMW        | BMW M4 Turbo DTM     | 18     | 1     | -       | 1       | -     | -                | 51     | 12.  |
| 2021   | Winward Racing      | Mercedes   | Mercedes-AMG GT3     | 16     | 2     | 1       | 1       | 1     | 1                | 152    | 5.   |
| 2022   | Winward Racing      | Mercedes   | Mercedes-AMG GT3     | 16     | 2     | -       | 2       | 2     | 1                | 153    | 2.   |
| 2023   | Winward Racing      | Mercedes   | Mercedes-AMG GT3     | 16     | -     | 1       | 1       | -     | 1                | 111    | 9.   |
| 2024   | Winward Racing      | Mercedes   | Mercedes-AMG GT3     | 16     | -     | 1       | -       | -     | -                | 116    | 10.  |
| 2025   | Team Landgraf       | Mercedes   | Mercedes-AMG GT3     | 10     | 2     | -       | 1       | 2     | 1                | 137*   | 1.*  |
| Gesamt | Gesamt              | Gesamt     | Gesamt               | 165    | 11    | 7       | 8       | 14    | 6                | 1063   |      |

#### Einzelergebnisse
| Saison | 1   | 2   | 3   | 4   | 5   | 6    | 7   | 8   | 9   | 10  | 11  | 12  | 13  | 14  | 15  | 16  | 17  | 18  | 19   | 20  |
| ------ | --- | --- | --- | --- | --- | ---- | --- | --- | --- | --- | --- | --- | --- | --- | --- | --- | --- | --- | ---- | --- |
| 2015   | HO1 | HO1 | LAU | LAU | NOR | NOR  | ZAN | ZAN | SPI | SPI | MOS | MOS | OSC | OSC | NÜR | NÜR | HO2 | HO2 |      |     |
| 2015   | DNF | DNS | 21  | 21* | 15  | 9    | 17  | 20  | 21  | 6   | 13  | 19  | 15  | 17  | 6   | 19  | 17  | 20  |      |     |
| 2016   | HO1 | HO1 | SPI | SPI | LAU | LAU  | NOR | NOR | ZAN | ZAN | MOS | MOS | NÜR | NÜR | HUN | HUN | HO2 | HO2 |      |     |
| 2016   | 17* | 15* | 21  | 16  | 7   | 1    | 13  | 5   | 12  | 9   | 18  | 10  | 7   | 2   | 16  | 15  | 18  | 16  |      |     |
| 2017   | HO1 | HO1 | LAU | LAU | HUN | HUN  | NOR | NOR | MOS | MOS | ZAN | ZAN | NÜR | NÜR | SPI | SPI | HO2 | HO2 |      |     |
| 2017   | 1   | 4   | 1   | 10  | 12  | DNF  | DNF | 2   | 6   | 8   | 15  | 14  | 1   | 13  | 8   | DNF | 8   | 10  |      |     |
| 2018   | HO1 | HO1 | LAU | LAU | HUN | HUN  | NOR | NOR | ZAN | ZAN | BRH | BRH | MIS | MIS | NÜR | NÜR | SPI | SPI | HO2  | HO2 |
| 2018   | 2   | 15  | 41  | 14  | 23  | DSQ1 | 7   | 53  | 3   | 9   | 32  | 8   | DNF | DNF | 11  | 18* | 6   | DNF | DNF1 | 16  |
| 2020   | SPA | SPA | LA1 | LA1 | LA2 | LA2  | ASS | ASS | NÜ1 | NÜ1 | NÜ2 | NÜ2 | ZO1 | ZO1 | ZO2 | ZO2 | HOC | HOC |      |     |
| 2020   | 7   | 8   | 12  | 14  | 12  | 1    | 11  | 10  | 12  | 11  | 12  | 13  | 12  | 3   | 11  | DNF | 12  | 16  |      |     |
| 2021   | MNZ | MNZ | LAU | LAU | ZOL | ZOL  | NÜR | NÜR | SPI | SPI | ASS | ASS | HOC | HOC | NOR | NOR |     |     |      |     |
| 2021   | 12  | 3   | 6   | 9   | 9   | 5    | 11  | 6   | 8   | 5   | 10  | 1   | DNF | 1   | 6   | 2   |     |     |      |     |
| 2022   | POR | POR | LAU | LAU | IMO | IMO  | NOR | NOR | NÜR | NÜR | SPA | SPA | SPI | SPI | HOC | HOC |     |     |      |     |
| 2022   | 1   | 22  | 3   | 8   | DNF | 4    | DNF | 13  | 5   | 3   | DNF | 4   | 4   | 6   | 1   | 7   |     |     |      |     |
| 2023   | OSC | OSC | ZAV | ZAV | NOR | NOR  | NÜR | NÜR | LAU | LAU | SAC | SAC | RBR | RBR | HOC | HOC |     |     |      |     |
| 2023   | 16  | 10  | 6   | DNF | 4   | 11   | 2   | 3   | 4   | 6   | DNF | 15  | 15  | 11  | 15  | 8   |     |     |      |     |
| 2024   | OSC | OSC | LAU | LAU | ZAV | ZAV  | NOR | NOR | NÜR | NÜR | SAC | SAC | RBR | RBR | HOC | HOC |     |     |      |     |
| 2024   | 6   | 11  | 4   | 10  | 5   | DNF  | DNF | 10  | 4   | 12  | 12  | 12  | 7   | DNF | 2   | 8   |     |     |      |     |
| 2025   | OSC | OSC | LAU | LAU | ZAV | ZAV  | NOR | NOR | NÜR | NÜR | SAC | SAC | RBR | RBR | HOC | HOC |     |     |      |     |
| 2025   | 1   | 10  | 1   | 9   | 4   | 7    | 6   | 8   | 6   | 32  |     |     |     |     |     |     |     |     |      |     |

| \| Farbe \| Bedeutung \| \| ------------- \| --------------------------------------- \| \| Gold \| Sieger \| \| Silber \| 2. Platz \| \| Bronze \| 3. Platz \| \| Grün \| Platzierung in den Punkten \| \| Blau \| Klassifiziert außerhalb der Punkteränge \| \| Violett \| Rennen nicht beendet (DNF) \| \| Violett \| nicht klassifiziert (NC) \| \| Rot \| nicht qualifiziert (DNQ) \| \| Schwarz \| disqualifiziert (DSQ) \| \| Weiß \| nicht am Start (DNS) \| \| Weiß \| zurückgezogen (WD) \| \| Weiß \| Rennen abgesagt (C) \| \| ohne Farbe \| nicht am Training teilgenommen (DNP) \| \| ohne Farbe \| verletzt oder krank (INJ) \| \| ohne Farbe \| ausgeschlossen (EX) \| \| ohne Farbe \| nicht erschienen (DNA) \| \| fett \| Pole-Position \| \| kursiv \| Schnellste Rennrunde \| \| unterstrichen \| WM-Führung \| \| hochgestellt \| Platzierung im Sprintrennen \| | - Fett – Pole-Position - Kursiv – Schnellste Rennrunde - Unterstrichen – Gesamtführender - * – nicht im Ziel, aufgrund der zurückgelegten Distanz, aber gewertet - 1 – 3 Punkte für schnellste Qualifikationsrunde - 2 – 2 Punkte für zweitschnellste Qualifikationsrunde - 3 – 1 Punkt für drittschnellste Qualifikationsrunde |
| Farbe | Bedeutung |
| Gold | Sieger |
| Silber | 2. Platz |
| Bronze | 3. Platz |
| Grün | Platzierung in den Punkten |
| Blau | Klassifiziert außerhalb der Punkteränge |
| Violett | Rennen nicht beendet (DNF) |
| Violett | nicht klassifiziert (NC) |
| Rot | nicht qualifiziert (DNQ) |
| Schwarz | disqualifiziert (DSQ) |
| Weiß | nicht am Start (DNS) |
| Weiß | zurückgezogen (WD) |
| Weiß | Rennen abgesagt (C) |
| ohne Farbe | nicht am Training teilgenommen (DNP) |
| ohne Farbe | verletzt oder krank (INJ) |
| ohne Farbe | ausgeschlossen (EX) |
| ohne Farbe | nicht erschienen (DNA) |
| fett | Pole-Position |
| kursiv | Schnellste Rennrunde |
| unterstrichen | WM-Führung |
| hochgestellt | Platzierung im Sprintrennen |